# Alphonse Backeljau
Alphonse Backeljau (? - ?) was een 20ste-eeuws figuratief kunstschilder uit Klemskerke (De Haan).
Hij had een individuele tentoonstelling in het “Casino” (dependentie van de Stadschouwburg) in Oostende in 1947. Hij signeerde zijn schilderijen met “Back”
Het Mu.ZEE in Oostende bezit een “Stilleven met margrieten” (aangekocht door het Museum voor Schone Kunsten Oostende n.a.v. zijn tentoonstelling in 1947)
Hij woonde in de Shakespearelaan 2 in De Haan.